# کلی کلمنت
کلی کلمنت (انگلیسی: Clay Clement؛ ۱۹ مه ۱۸۸۸ –۲۰ اکتبر ۱۹۵۶ میلادی) یک هنرپیشه اهل ایالات متحده آمریکا بود.
وی بازیگر فیلم‌هایی همچون دهه پرشور بیست و من هنوز زنده‌ام بوده است.